# Kashihara

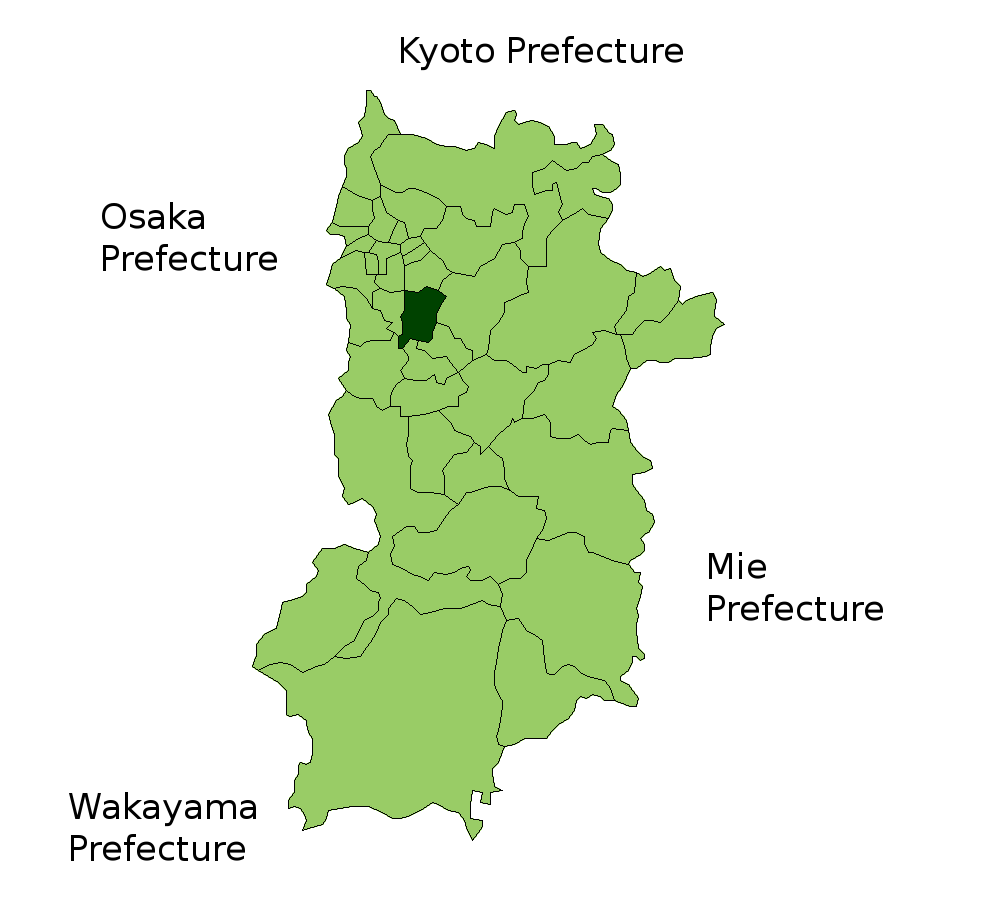

Kashihara (橿原市 Kashihara-shi?) este un municipiu din Japonia, prefectura Nara.